# Spennymoor
Spennymoor is een civil parish in het bestuurlijke gebied Sedgefield, in het Engelse graafschap Durham. De plaats telt bijna 20.000 inwoners.